# Soulaines-Dhuys

Soulaines-Dhuys este o comună în departamentul Aube din nord-estul Franței. În 1 ianuarie 2022 avea o populație de 419 de locuitori.